# 원종현
원종현(元鐘玄, 1987년 7월 31일 ~ )은 KBO 리그 키움 히어로즈의 투수이다.

## 아마추어 시절
군산상업고등학교 시절 투수 차우찬과 함께 팀 마운드를 이끌었다.

## LG 트윈스시절
2006년 한국프로야구 신인 드래프트에서 2차 2라운드(전체 11순위)에 지명됐다.

## 경찰 야구단시절
2008년에 입대했다.

## LG 트윈스복귀
2010년에 팀에 복귀했지만 팔꿈치 부상으로 인해 방출됐다.

## NC 다이노스시절
방출 후 타자 전향을 고민했으나 자비로 팔꿈치 수술과 토미 존 서저리를 받았다. 수술 후 1년 반 정도의 재활을 거친 후 당시 팀의 스카우트였던 구동우의 도움으로 트라이아웃을 통해 2011년 11월에 입단했다.
2013년에는 2군에만 있었다.

### 2014년 시즌
4월 11일 LG 트윈스와의 경기에서 9년만에 데뷔 첫 승을 기록했다. 이 경기에서 3이닝 6피안타, 2탈삼진, 3실점(2자책)을 기록했다.
시즌 73경기에 등판해 4점대 평균자책점, 5승 3패, 1세이브, 11홀드, 71이닝을 기록했다. 진해수에 이어 투수 최다 출장 2위를 기록했다.

#### 2014년준플레이오프
4경기에 모두 등판해 2.2이닝 8피안타, 2볼넷, 4실점을 기록했다. 10월 24일 LG 트윈스와의 3차전에서 1이닝 3피안타, 무실점으로 막으며 홀드를 기록했다. 특히, 이병규를 삼구 삼진으로 잡을 때 시속 155km/h의 직구를 던졌다.
| 평균자책점 | 경기 | 완투 | 완봉 | 승 | 패 | 세 | 홀 | 이닝 | 피안타 | 피홈런 | 볼넷 | 사구 | 삼진 | 실점 | 자책점 |
| ---------- | ---- | ---- | ---- | -- | -- | -- | -- | ---- | ------ | ------ | ---- | ---- | ---- | ---- | ------ |
| 13.50      | 4    | 0    | 0    | 0  | 0  | 0  | 1  | 2.2  | 8      | 0      | 2    | 0    | 2    | 4    | 4      |

### 2015년 시즌
작년 연봉에서 233.3% 상승한 8,000만원에 계약했다. 스프링 캠프에 참가했으나, 불펜 피칭 중 어지러움을 느껴 조기 귀국했다. 귀국 후 1월 28일에 정밀 검진을 받았는데 대장암 판정을 받았으며, 2월 1일에 대장 내 종양 제거 수술을 받았다. 팀에서는 그를 시즌 등록 선수 명단에 포함시키고 치료비를 부담했다.
7월 20일에 구단 공식 페이스북을 통해 항암 치료가 두 번 남았으며, 가벼운 운동을 병행하고 있다고 밝혔다. 팀 동료들은 야구 모자에 그의 최고 구속을 나타내는 숫자 '155'를 새기고 쾌유를 기원했다. 12번의 항암 치료 후 완치 판정을 받았고 2015년 10월 18일 플레이오프 1차전에서 시구했다.

### 2016년 시즌
5월 31일 두산 베어스와의 경기에서 1군에 등록돼 복귀전을 치렀다. 1이닝 3탈삼진을 기록했다.
9월 1일 롯데전에서 1.1이닝 1탈삼진, 무실점을 기록하며 10홀드를 기록했다.
시즌 54경기에 등판해 3승 3패, 3세이브, 17홀드, 3점대 평균자책점을 기록했다.

#### 2016년플레이오프
3경기에 등판해 4이닝 6피안타, 2볼넷, 4탈삼진, 1홀드를 기록했다.
10월 22일 LG 트윈스와의 플레이오프 2차전에서 1.1이닝 2피안타, 2탈삼진, 무실점으로 홀드를 기록했다. 이 경기에서 2년 만에 다시 시속 155km/h의 공을 던졌다.
| 평균자책점 | 경기 | 완투 | 완봉 | 승 | 패 | 세 | 홀 | 이닝 | 피안타 | 피홈런 | 볼넷 | 사구 | 삼진 | 실점 | 자책점 |
| ---------- | ---- | ---- | ---- | -- | -- | -- | -- | ---- | ------ | ------ | ---- | ---- | ---- | ---- | ------ |
| 4.50       | 3    | 0    | 0    | 0  | 0  | 0  | 1  | 4    | 6      | 0      | 2    | 0    | 4    | 2    | 2      |

#### 2016년한국시리즈
3경기에 등판해 2.1이닝 평균자책점 11.57, 5피안타, 3볼넷, 1사구로 매우 부진했다.
| 평균자책점 | 경기 | 완투 | 완봉 | 승 | 패 | 세 | 홀 | 이닝 | 피안타 | 피홈런 | 볼넷 | 사구 | 삼진 | 실점 | 자책점 |
| ---------- | ---- | ---- | ---- | -- | -- | -- | -- | ---- | ------ | ------ | ---- | ---- | ---- | ---- | ------ |
| 11.57      | 3    | 0    | 0    | 0  | 0  | 0  | 0  | 2.1  | 5      | 0      | 3    | 1    | 3    | 3    | 3      |

시즌 후 12월 7일에 조아제약 프로 야구 대상 시상식에서 재기상을 수상했다.

### 2019년 시즌
시즌 60경기에 등판해 60이닝 3승 3패, 31세이브, 3점대 평균자책점을 기록했다.

### 2020년 시즌
시즌 58경기에 등판해 57이닝 3승 5패. 30세이브. 4점대 평균자책점을 기록했다.

#### 2020년한국시리즈
두산 베어스와의 1차전에 등판해 팀 최초 세이브를 기록했다. 5차전에서도 무실점으로 경기를 끝냈다. 6차전에서 세이브를 기록했다.
4경기에 등판해 3.2이닝, 2세이브, 무실점을 기록했다.
| 평균자책점 | 경기 | 완투 | 완봉 | 승 | 패 | 세 | 홀 | 이닝  | 피안타 | 피홈런 | 볼넷 | 사구 | 삼진 | 실점 | 자책점 |
| ---------- | ---- | ---- | ---- | -- | -- | -- | -- | ----- | ------ | ------ | ---- | ---- | ---- | ---- | ------ |
| 0.00       | 4    | 0    | 0    | 0  | 0  | 2  | 0  | 3 2/3 | 1      | 0      | 0    | 2    | 2    | 0    | 0      |

### 2021년 시즌
시즌을 마무리 투수로 시작했다.
시즌 초부터 불안한 모습을 보이며 3번의 블론 세이브를 기록했다. 마무리 투수를 바꿔야 한다는 여론이 있었으나 당시 감독이었던 이동욱은 그가 부진할 때의 패턴, 약점을 알고 있기 때문에 그 부분만 잘 피해주면 충분히 효용 가치가 있다고 판단해 계속 마무리 투수로 기용하겠다고 말했다.
8월 18일에 이용찬에게 마무리 투수 자리를 넘기고, 포지션을 셋업맨으로 변경했다.
시즌 61경기에 등판해 53이닝 2승 2패, 14세이브, 6홀드, 4점대 평균자책점을 기록했다.

### 2022년 시즌
8월 25일 키움 히어로즈와의 경기에서 KBO 리그 역대 6번째 7년 연속 50경기 출장을 기록했다. 10월 5일 롯데 자이언츠와의 경기에서 KBO 리그 역대 50번째 500경기 출장을 기록했다.
시즌 68경기 출장해 63.1이닝 2점대 평균자책점, 5승, 1세이브, 13홀드를 기록했다.

## 키움 히어로즈시절
2022년 11월 19일 계약 기간 4년, 계약금 5억, 연봉 5억 등 총액 25억원에 FA 계약을 체결하며 이적하였다. 팀의 외부 FA 영입은 이택근 이후 11년만이며, 이택근은 팀에 있다가 LG 트윈스로 이적 후 다시 돌아온 케이스라 순수 외부 FA 영입은 팀 최초이다.

## 국가대표 경력

### 2017년WBC
박석민과 함께 선발됐다.
3월 6일 A조 이스라엘과의 경기에서 구원 등판해 0.2이닝 무실점을 기록했다. 2차전 네덜란드와의 경기에서 2이닝 2피안타(1홈런), 2실점을 기록했다.

### 2019년WBSC 프리미어 12
양의지, 박민우와 함께 선발됐다. 2경기에 등판해 2이닝 2실점을 기록했다. 대만과의 슈퍼라운드 2차전에서 구원 등판해 린저쉬엔에게 3점 홈런을 허용하고 난 뒤 강판됐다.
| 평균자책점 | 경기 | 완투 | 완봉 | 승 | 패 | 세 | 홀 | 이닝 | 피안타 | 피홈런 | 사사구 | 삼진 | 실점 | 자책점 |
| ---------- | ---- | ---- | ---- | -- | -- | -- | -- | ---- | ------ | ------ | ------ | ---- | ---- | ------ |
| 9.00       | 2    | 0    | 0    | 0  | 0  | 0  | 0  | 2    | 1      | 1      | 1      | 4    | 2    | 2      |

## 트리비아
- 당시 코치였던 김상엽이 캐릭터를 살려보라는 조언에 모자를 삐딱하게 쓰게 됐다고 한다.[1]
- 양의지와는 경찰 야구단에서 같이 복무했고, 제대 후 구리시에서 같이 방을 얻어서 자주 만난 절친한 친구다. 2019년에 양의지가 NC 다이노스로 이적하며 재회했다.[1]

## 플레이 스타일
- 사이드암 스로우 스타일의 우완 투수이며 최고 구속 155km/h, 평균 148km/h 대의 포심 패스트볼과 슬라이더를 주무기로 사용한다. 고무팔 기질이 있어서 긴 이닝을 소화하기도 한다.

## 출신 학교
- 군산중앙초등학교
- 군산중학교
- 군산상업고등학교

## 주요 기록
| 기록                            | 날짜            | 소속팀 | 상대팀 | 상대타자 | 구장 | 기타                               |
| ------------------------------- | --------------- | ------ | ------ | -------- | ---- | ---------------------------------- |
| 역대 6번째 7년 연속 50경기 출장 | 2022년 8월 25일 | NC     | 키움   |          | 창원 | 종전 기록 : 2022년 8월 25일 진해수 |
| 역대 50번째 500경기 출장        | 2022년 10월 5일 | NC     | 롯데   |          | 창원 | 종전 기록 : 2022년 10월 1일 고효준 |

## 통산 기록
| 연도 | 팀명   | 평균자책점 | 경기 | 완투 | 완봉 | 승 | 패 | 세 | 홀 | 승률  | 타자 | 이닝 | 피안타 | 피홈런 | 볼넷 | 사구 | 탈삼진 | 실점 | 자책점 |
| ---- | ------ | ---------- | ---- | ---- | ---- | -- | -- | -- | -- | ----- | ---- | ---- | ------ | ------ | ---- | ---- | ------ | ---- | ------ |
| 2014 | NC     | 4.06       | 73   | 0    | 0    | 5  | 3  | 1  | 11 | 0.625 | 311  | 71   | 62     | 7      | 31   | 8    | 73     | 36   | 32     |
| 2016 | NC     | 3.18       | 54   | 0    | 0    | 3  | 3  | 3  | 17 | 0.500 | 283  | 70⅔  | 51     | 4      | 18   | 3    | 75     | 26   | 25     |
| 2017 | NC     | 4.39       | 68   | 0    | 0    | 3  | 6  | 0  | 22 | 0.333 | 346  | 80   | 86     | 4      | 19   | 7    | 69     | 44   | 39     |
| 2018 | NC     | 5.18       | 59   | 0    | 0    | 3  | 6  | 2  | 17 | 0.333 | 275  | 64⅓  | 78     | 7      | 22   | 2    | 36     | 38   | 37     |
| 2019 | NC     | 3.90       | 60   | 0    | 0    | 3  | 3  | 31 | 0  | 0.500 | 256  | 60   | 62     | 4      | 17   | 3    | 59     | 31   | 26     |
| 2020 | NC     | 4.26       | 58   | 0    | 0    | 3  | 5  | 30 | 0  | 0.375 | 245  | 57   | 56     | 4      | 20   | 2    | 41     | 30   | 27     |
| 2021 | NC     | 4.25       | 61   | 0    | 0    | 2  | 2  | 14 | 6  | 0.500 | 245  | 53   | 67     | 5      | 23   | 3    | 45     | 27   | 25     |
| 2022 | NC     | 2.98       | 68   | 0    | 0    | 5  | 0  | 1  | 13 | 1.000 | 260  | 63⅓  | 55     | 5      | 17   | 1    | 50     | 22   | 21     |
| 2023 | 키움   | 5.79       | 20   | 0    | 0    | 1  | 1  | 0  | 6  | 0.500 | 87   | 18⅔  | 24     | 3      | 5    | 1    | 17     | 16   | 12     |
| 2024 | 키움   | 4.91       | 4    | 0    | 0    | 0  | 0  | 0  | 0  | -     | 18   | 3⅔   | 4      | 0      | 3    | 0    | 4      | 2    | 2      |
| 통산 | 10시즌 | 4.09       | 525  | 0    | 0    | 28 | 29 | 82 | 92 | 0.491 | 2326 | 541⅔ | 517    | 43     | 175  | 30   | 469    | 272  | 246    |